# Nagyszékely
Nagyszékely è un comune dell'Ungheria centro-meridionale di 500 abitanti (dati 2001). È situato nella contea di Tolna.